# Faf du Plessis
Francois "Faf" du Plessis (nacido el 13 de julio de 1984) es un jugador de críquet sudafricano y excapitán del equipo nacional de cricket de Sudáfrica. Du Plessis asumió la capitanía de Test Cricket en diciembre de 2016 y asumió la capitanía de tiempo completo en todos los formatos de cricket del juego en agosto de 2017.

## Primeros años
El 18 de enero de 2011, Du Plessis hizo su debut en One Day International con Sudáfrica contra India. El 8 de septiembre de 2012 debutó en Twenty20 contra Inglaterra. El 22 de noviembre de 2012, Du Plessis hizo su debut en Test Cricket contra Australia. En 2011, Du Plessis fue firmado por los campeones de la IPL de 2010, Chennai Super Kings, por 120.000 dólares en la subasta de jugadores de la Indian Premier League. En junio de 2019, fue seleccionado para jugar con el equipo de franquicia de Edmonton Royals en el torneo Global T20 Canadá de 2019.
El 17 de febrero de 2021, Du plessis anunció su retiro de Test Cricket. En febrero de 2021, fue fichado por los Quetta Gladiators para la Superliga de Pakistán de 2021.
En junio de 2021, fue descartado del torneo por sufrir una conmoción cerebral, durante un partido de Pakistan Super League contra el Peshawar Zalmi.

## Vida personal
Du Plessis es primo segundo del jugador de rugby namibiano Marcel du Plessis. Su padre, Francois Du Plessis, jugó al rugby en la posición central del Northern Transvaal en la década de 1980. Du Plessis apareció en el video musical de la canción "Maak Jou Drome Waar", un dueto de AB de Villiers y Ampie du Preez.
Du Plessis se casó con su novia Imari Visser en noviembre de 2013, tienen una hija, nacida en 2017.

## Premios
- Jugador de críquet masculino del año 2019 en la ceremonia anual de premios de Cricket Sudáfrica.[18]